# المغرب في الألعاب الأولمبية الصيفية 2024
نافس المغرب في دورة الألعاب الأولمبية الصيفية 2024 التي أُقيمت في باريس، في الفترة من 26 يوليو إلى 11 أغسطس 2024. وهذا هو الظهور السادس عشر للبلاد في الألعاب الأولمبية الصيفية.

## الميداليات
| الميدالية | الرياضي | الرياضة     | المُسابقة       | تاريخ التتويج |
| --------- | --- | ----------- | -------------- | ------------- |
| ذهبية     | سفيان البقالي | ألعاب القوى | 3000 متر موانع | 7 أغسطس 2024  |
| برونزية   | منتخب المغرب تحت 23 سنة لكرة القدم - إلياس أخوماش - إلياس بن صغير - بنيامين بوشواري - مهدي بوكامير - أسامة العزوزي - بلال الخنوس - زكرياء الواحدي - عبد الصمد الزلزولي - رشيد غانمي - أشرف حكيمي - ياسين كيشتا - هيثم منعوت - المهدي موهوب - منير محمدي - أكرم النقاش - سفيان رحيمي - أمير ريتشاردسون - عادل تاحيف - أسامة ترغلين | كرة القدم   | مسابقة الرجال  | 8 أغسطس 2024  |

## المُشاركون
فيما يلي قائمة بأعداد المنافسين في الألعاب. يُؤخذ في الاعتبار أن الاحتياطيين في كرة القدم لا يُحسبون:
| الرياضة          | رجال | نساء | المجموع |
| ---------------- | ---- | ---- | ------- |
| ألعاب القوى      | 8    | 5    | 13      |
| الملاكمة         | 0    | 3    | 3       |
| الرقص البهلواني  | 1    | 1    | 2       |
| ركوب الكنو       | 2    | 0    | 2       |
| ركوب الدراجات    | 2    | 0    | 2       |
| الفروسية         | 1    | 1    | 2       |
| المبارزة         | 1    | 1    | 2       |
| كرة القدم        | 18   | 0    | 18      |
| الغولف           | 0    | 1    | 1       |
| الجودو           | 2    | 1    | 3       |
| التجديف          | 0    | 1    | 1       |
| الرماية          | 1    | 0    | 1       |
| التزلج على اللوح | 0    | 1    | 1       |
| الركمجة          | 1    | 0    | 1       |
| السباحة          | 1    | 1    | 2       |
| التايكوندو       | 0    | 2    | 2       |
| السباق الثلاثي   | 1    | 0    | 1       |
| الكرة الطائرة    | 2    | 0    | 2       |
| المصارعة         | 1    | 0    | 1       |
| المجموع          | 42   | 18   | 60      |

## ألعاب القوى
حقق رياضيو سباقات المضمار والميدان المغاربة معايير الدخول إلى باريس 2024، إما باجتياز علامة التأهل المباشر (أو زمن سباقات المضمار والطريق) أو بالتصنيف العالمي، في الأحداث التالية (بحد أقصى 3 رياضيين لكل منهما):
أحداث المضمار والطريق
الرجال
| الرياضي         | الحدث          | التصفيات | التصفيات | الدور الاستدراكي | الدور الاستدراكي | نصف النهائي | نصف النهائي | النهائي        | النهائي        |
| الرياضي         | الحدث          | النتيجة  | الرتبة   | النتيجة          | الرتبة           | النتيجة     | الرتبة      | النتيجة        | الرتبة         |
| --------------- | -------------- | -------- | -------- | ---------------- | ---------------- | ----------- | ----------- | -------------- | -------------- |
| عبد العاطي الكص | 800 متر        | 1:46.91  | 5 R      | لم يبدأ السباق   | لم يبدأ السباق   | لم يتأهل    | لم يتأهل    | لم يتأهل       | لم يتأهل       |
| أنس الساعي      | 1500 متر       | 3:36.44  | 4 Q      | تقدم تلقائي      | تقدم تلقائي      | 3:32.49     | 7           | لم يتأهل       | لم يتأهل       |
| محمد تندوفت     | 3000 متر موانع | 8:10.62  | 1 Q      | —                | —                | —           | —           | 8:14.82        | 12             |
| سفيان البقالي   | 3000 متر موانع | 8:17.90  | 1 Q      | —                | —                | —           | —           | 8:06.05        | الأول          |
| فايد المصطفى    | 3000 متر موانع | 8:39.48  | 12       | —                | —                | —           | —           | لم يتأهل       | لم يتأهل       |
| عثمان الكومري   | ماراثون        | —        | —        | —                | —                | —           | —           | 2:10:06        | 18             |
| زهير الطالبي    | ماراثون        | —        | —        | —                | —                | —           | —           | 2:11:51        | 35             |
| محسن أوطلحة     | ماراثون        | —        | —        | —                | —                | —           | —           | لم يكمل السباق | لم يكمل السباق |

النساء
| الرياضي              | الحدث         | التصفيات | التصفيات | الدور الاستدراكي | الدور الاستدراكي | نصف النهائي | نصف النهائي | النهائي        | النهائي        |
| الرياضي              | الحدث         | النتيجة  | الرتبة   | النتيجة          | الرتبة           | نتيجة       | الرتبة      | نتيجة          | الرتبة         |
| -------------------- | ------------- | -------- | -------- | ---------------- | ---------------- | ----------- | ----------- | -------------- | -------------- |
| نورة النادي          | 400 متر حواجز | 55.26    | 2 Q      | تقدم تلقائي      | تقدم تلقائي      | 55.50       | 8           | لم تتأهل       | لم تتأهل       |
| آسيا الرزيقي         | 800 متر       | DSQ      | DSQ      | لم تتأهل         | لم تتأهل         | لم تتأهل    | لم تتأهل    | لم تتأهل       | لم تتأهل       |
| كوثر فركوسي          | ماراثون       | —        | —        | —                | —                | —           | —           | 2:31:34        | 39             |
| فاطمة الزهراء كردادي | ماراثون       | —        | —        | —                | —                | —           | —           | 2:26:30        | 11             |
| رحمة الطاهري         | ماراثون       | —        | —        | —                | —                | —           | —           | لم تكمل السباق | لم تكمل السباق |

## الملاكمة
أدخل المغرب ثلاثة ملاكمين في الدورة الأولمبية. وحصلت ياسمين متقي (وزن الذبابة للسيدات) وداد بيرتال (وزن الديك للسيدات) على مكان في قسمهما بالتأهل إلى المباراة النهائية، بينما تأهلت خديجة المرضي للمباريات في وزن المتوسط للسيدات من خلال بطولة التصفيات الأفريقية للألعاب الأولمبية 2023 في داكار، السنغال.
| الرياضي      | الحدث       | دور الـ32                 | دور الـ16                     | ربع النهائي                   | نصف النهائي     | النهائي         | النهائي  |          |
| الرياضي      | الحدث       | المُنافس النتيجة           | المُنافس النتيجة               | المُنافس النتيجة               | المُنافس النتيجة | المُنافس النتيجة | الرتبة   |          |
| ------------ | ----------- | ------------------------- | ----------------------------- | ----------------------------- | --------------- | --------------- | -------- | -------- |
| ياسمين متقي  | 50 كلغ نساء | فيليجاس (الفلبين) · خ 0–5 | لم تتأهل                      | لم تتأهل                      | لم تتأهل        | لم تتأهل        | لم تتأهل |          |
| وداد برطال   | 54 كلغ نساء | —                         | جيتونج (تايلاند) · ف 3–2      | بانغ (كوريا الشمالية) · خ 0–4 | لم تتأهل        | لم تتأهل        | لم تتأهل | لم تتأهل |
| خديجة المرضي | 75 كلغ نساء | —                         | ريد (بريطانيا العظمى) · ف 3–2 | باركر (أستراليا) · خ 1–4      | لم تتأهل        | لم تتأهل        | لم تتأهل | لم تتأهل |

## الرقص البهلواني
أدخل المغرب راقصي بريك دانس للتنافس في باريس 2024. حصل بلال الملاخ (بيلي) وفاطمة الزهراء الماموني (Elmamouny) على مكانين في الفريق المغربي بفوزهما بالميدالية الذهبية في المباراة النهائية للبي بويز والبي جيرلز في بطولة WDSF الإفريقية للرقص البهلواني 2023 في الرباط.
| الرياضي                | اللقب     | الحدث   | التصفيات | التصفيات | دور الـ16       | ربع النهائي     | نصف النهائي     | النهائي / BM    | النهائي / BM |
| الرياضي                | اللقب     | الحدث   | النقط    | الرتبة   | المُنافس النتيجة | المُنافس النتيجة | المُنافس النتيجة | المُنافس النتيجة | الرتبة       |
| ---------------------- | --------- | ------- | -------- | -------- | --------------- | --------------- | --------------- | --------------- | ------------ |
| بلال الملاخ            | Billy     | B-Boys  | 4        | 15       | لم يتأهل        | لم يتأهل        | لم يتأهل        | لم يتأهل        | لم يتأهل     |
| فاطمة الزهراء الماموني | Elmamouny | B-Girls | 2        | 15       | لم تتأهل        | لم تتأهل        | لم تتأهل        | لم تتأهل        | لم تتأهل     |

## ركوب الكنو

### سباق التعرج
دخل المغرب بقارب واحد في منافسات التعرج للألعاب من خلال بطولة العالم لسباق الزوارق ICF 2023 المقامة في لندن، بريطانيا
| الرياضي    | الحدث    | التمهيدي | التمهيدي | التمهيدي | التمهيدي | التمهيدي | التمهيدي | نصف النهائي | نصف النهائي | النهائي  | النهائي  |
| الرياضي    | الحدث    | السباق 1 | الرتبة   | السباق 2 | الرتبة   | الأفضل   | الرتبة   | الزمن       | الرتبة      | الزمن    | الرتبة   |
| ---------- | -------- | -------- | -------- | -------- | -------- | -------- | -------- | ----------- | ----------- | -------- | -------- |
| ماتيس سودي | K-1 رجال | 89.90    | 14       | 89.45    | 9        | 89.45    | 16 Q     | 104.11      | 16          | لم يتأهل | لم يتأهل |

الكاياك كروس
| الرياضي    | الحدث     | سباق الزمن | سباق الزمن | الجولة 1 | الدور الاستدراكي | التصفية  | ربع النهائي | نصف النهائي | النهائي  | النهائي |
| الرياضي    | الحدث     | الزمن      | الرتبة     | المركز   | المركز           | المركز   | المركز      | المركز      | المركز   | الرتبة  |
| ---------- | --------- | ---------- | ---------- | -------- | ---------------- | -------- | ----------- | ----------- | -------- | ------- |
| ماتيس سودي | KX-1 رجال | 70.53      | 17         | 3 R      | 3                | لم يتأهل | لم يتأهل    | لم يتأهل    | لم يتأهل | 33      |

### السباق السريع
تأهل متسابقو الزوارق المغاربة رجالًا بقارب للألعاب بفضل نتيجة الدولة المؤهلة الأعلى تصنيفًا في حدث K-1 1000 متر في بطولة إفريقيا لسباق الزوارق 2023 في أبوجا، نيجيريا.
| الرياضي      | الحدث           | التصفيات | التصفيات | ربع النهائي | ربع النهائي | نصف النهائي | نصف النهائي | النهائي  | النهائي  |
| الرياضي      | الحدث           | الزمن    | الرتبة   | الزمن       | الرتبة      | الزمن       | الرتبة      | الزمن    | الرتبة   |
| ------------ | --------------- | -------- | -------- | ----------- | ----------- | ----------- | ----------- | -------- | -------- |
| أشرف العيادي | رجال K-1 1000 م | 3:50.36  | 5 q      | 4:02.27     | 6           | لم يتأهل    | لم يتأهل    | لم يتأهل | لم يتأهل |

## ركوب الدراجات

### الطريق
أدخل المغرب متسابقًا واحدًا للمنافسة في منافسات سباق الطريق للرجال في الألعاب الأولمبية. حصل المغرب على هذه الحصة من خلال التصنيف الوطني للاتحاد الدولي للدراجات.
| الرياضي     | الحدث                     | الزمن          | الرتبة         |
| ----------- | ------------------------- | -------------- | -------------- |
| أشرف الدغمي | سباق الطريق الفردي للرجال | لم يكمل السباق | لم يكمل السباق |

### بي إم إكس
أدخل المغرب متسابقا واحدا للمنافسة في منافسات سباق الرجال في الأولمبياد، من خلال بطولة إفريقيا 2023 التي جرت في هراري بزيمبابوي. وتعتبر هذه المُشاركة الأولى في تاريخ الدراجة المغربية في هذا الصنف.
السباق
| الرياضي     | الحدث       | ربع النهائي | ربع النهائي | نصف النهائي | نصف النهائي | النهائي  | النهائي  |
| الرياضي     | الحدث       | النقط       | الرتبة      | النقط       | الرتبة      | النتيجة  | الرتبة   |
| ----------- | ----------- | ----------- | ----------- | ----------- | ----------- | -------- | -------- |
| نديم لغموشي | سباق الرجال | 20          | 22          | لم يتأهل    | لم يتأهل    | لم يتأهل | لم يتأهل |

## الفروسية
أدخل المغرب فرسانين، كل منهما في مسابقات الترويض والفروسية، من خلال تحديد الترتيب الأولمبي النهائي للمجموعة السادسة (إفريقيا والشرق الأوسط). 

### التروييض
| الرياضي        | الحصان      | الحدث | الجائزة الكبرى | الجائزة الكبرى | الجائزة الكبرى الحرة | الجائزة الكبرى الحرة | الإجمالي | الإجمالي |
| الرياضي        | الحصان      | الحدث | النتيجة        | الرتبة         | تقني                 | فني                  | النتيجة  | الرتبة   |
| -------------- | ----------- | ----- | -------------- | -------------- | -------------------- | -------------------- | -------- | -------- |
| ياسين الرحموني | All At Once | فردي  | 68.696         | 42             | لم يتأهل             | لم يتأهل             | لم يتأهل | لم يتأهل |

### تجارب الخيول
| الرياضي     | الحصان       | الحدث | الترويض | الترويض | عبر الميدان | عبر الميدان | عبر الميدان | القفز    | القفز    | القفز    | القفز    | القفز    | القفز    | المجموع  | المجموع  |
| الرياضي     | الحصان       | الحدث | الترويض | الترويض | عبر الميدان | عبر الميدان | عبر الميدان | التصفيات | التصفيات | التصفيات | النهائي  | النهائي  | النهائي  | المجموع  | المجموع  |
| الرياضي     | الحصان       | الحدث | الأخطاء | الترتيب | الأخطاء     | المجموع     | الترتيب     | الأخطاء  | المجموع  | الترتيب  | الأخطاء  | المجموع  | الترتيب  | الأخطاء  | الترتيب  |
| ----------- | ------------ | ----- | ------- | ------- | ----------- | ----------- | ----------- | -------- | -------- | -------- | -------- | -------- | -------- | -------- | -------- |
| نور السلاوي | Cash in Hand | فردي  | 36.4    | 48      | 24.0        | 60.4        | 43          | 20.8     | 81.2     | 45       | لم يتأهل | لم يتأهل | لم يتأهل | لم يتأهل | لم يتأهل |

## المبارزة
أدخل المغرب اثنين من المبارزين في المنافسة الأولمبية. حصل حسام الكرد على مكان في منافسات سيف المبارزة للرجال، بعد ترشيحه كواحد من أعلى اثنين من الأفراد المؤهلين لمنطقة إفريقيا من خلال إصدار التصنيف الرسمي للاتحاد الدولي للمباريات لألعاب باريس 2024؛ في غضون ذلك، تأهلت يسرى زكراني للألعاب بفوزها بالميدالية الذهبية في منافسات سيف الشيش للسيدات، في بطولة تصفيات المناطق الإفريقية 2024 التي أٌقيمت في الجزائر العاصمة.
| الرياضي     | الحدث               | دور الـ64                  | دور الـ32                      | دور الـ16       | ربع النهائي     | نصف النهائي     | نهائي / BM      | نهائي / BM |          |
| الرياضي     | الحدث               | المُنافس النتيجة            | المُنافس النتيجة                | المُنافس النتيجة | المُنافس النتيجة | المُنافس النتيجة | المُنافس النتيجة | الرتبة     |          |
| ----------- | ------------------- | -------------------------- | ------------------------------ | --------------- | --------------- | --------------- | --------------- | ---------- | -------- |
| حسام الكرد  | سيف المبارزة للرجال | تقدم تلقائي                | كوربانوف (كازاخستان) · خ 13-15 | لم يتأهل        | لم يتأهل        | لم يتأهل        | لم يتأهل        | لم يتأهل   |          |
| يسرى زكراني | اسيف الشيش للنساء   | جيلينسكا (بولندا) · خ 3-15 | لم تتأهل                       | لم تتأهل        | لم تتأهل        | لم تتأهل        | لم تتأهل        | لم تتأهل   | لم تتأهل |

## كرة القدم

### بطولة الرجال
| الفريق      | الحدث        | مرحلة المجموعات   | مرحلة المجموعات  | مرحلة المجموعات | مرحلة المجموعات | ربع النهائي              | نصف النهائي     | النهائي / م .ب. | النهائي / م .ب. |
| الفريق      | الحدث        | المُنافس النتيجة   | المُنافس النتيجة  | المُنافس النتيجة | الترتيب         | المُنافس النتيجة          | المُنافس النتيجة | المُنافس النتيجة | الترتيب         |
| ----------- | ------------ | ----------------- | ---------------- | --------------- | --------------- | ------------------------ | --------------- | --------------- | --------------- |
| المغرب رجال | بطولة الرجال | الأرجنتين · 2-1 ف | أوكرانيا · 1-2 خ | العراق · 3-0 ف  | 1               | الولايات المتحدة · 4-0 ف | إسبانيا · 1-2 خ | مصر · 6-0 ف     | الثالث          |

 
تأهل المنتخب المغربي لكرة القدم للرجال إلى الألعاب الأولمبية بالتأهل للمباراة النهائية لكأس الأمم الأفريقية تحت 23 سنة 2023 في الرباط، ليُشارك المنتخب المغربي مجددًا في الأولمبياد بعد غياب اثني عشر عامًا.

#### قائمة الفريق
أعلن المنتخب المغربي عن تشكيلته المكوّنة من 22 لاعباً في 4 يوليو 2024.
المدرب: طارق السكتيوي
| الرقم | المركز | اللاعب             | تاريخ الميلاد (العمر)     | لعب | سجل | النادي                         |
| ----- | ------ | ------------------ | ------------------------- | --- | --- | ------------------------------ |
| 1     | حارس   | منير محمدي*        | 10 مايو 1989 (العمر 35)   | 0   | 0   | الوحدة                         |
| 2     | دفاع   | أشرف حكيمي*        | 4 نوفمبر 1998 (العمر 25)  | 2   | 0   | باريس سان جيرمان (قائد الفريق) |
| 3     | دفاع   | أكرم النقاش        | 7 أبريل 2002 (العمر 22)   | 1   | 0   | اتحاد تواركة                   |
| 4     | دفاع   | مهدي بوكامير       | 26 يناير 2004 (العمر 20)  | 8   | 0   | رويال شارلروا                  |
| 5     | دفاع   | عادل تاحيف         | 24 فبراير 2001 (العمر 23) | 5   | 0   | نهضة بركان                     |
| 6     | وسط    | بنيامين بوشواري    | 13 نوفمبر 2001 (العمر 22) | 10  | 0   | سانت إتيان                     |
| 7     | وسط    | ياسين كيشتا        | 25 فبراير 2002 (العمر 22) | 7   | 1   | لوهافر                         |
| 8     | وسط    | بلال الخنوس        | 10 مايو 2004 (العمر 20)   | 2   | 0   | جينك                           |
| 9     | هجوم   | سفيان رحيمي*       | 2 يونيو 1996 (العمر 28)   | 0   | 0   | العين                          |
| 10    | هجوم   | إلياس أخوماش       | 16 أبريل 2004 (العمر 20)  | 1   | 0   | فياريال                        |
| 11    | دفاع   | زكرياء الواحدي     | 31 ديسمبر 2001 (العمر 22) | 13  | 3   | جينك                           |
| 12    | حارس   | رشيد غانيمي        | 25 أبريل 2001 (العمر 23)  | 1   | 0   | الفتح الرباطي                  |
| 13    | هجوم   | إلياس بن صغير      | 16 فبراير 2005 (العمر 19) | 0   | 0   | موناكو                         |
| 14    | وسط    | أسامة ترغلين       | 20 مايو 2002 (العمر 22)   | 10  | 1   | لوهافر                         |
| 15    | هجوم   | المهدي موهوب       | 5 يونيو 2003 (العمر 21)   | 2   | 1   | الرجاء الرياضي                 |
| 16    | وسط    | أسامة العزوزي      | 29 مايو 2001 (العمر 23)   | 9   | 0   | بولونيا                        |
| 17    | هجوم   | عبد الصمد الزلزولي | 25 ديسمبر 2001 (العمر 22) | 5   | 3   | ريال بيتيس                     |
| 18    | وسط    | أمير ريتشاردسون    | 24 يناير 2002 (العمر 22)  | 8   | 1   | ستاد ريمس                      |
| 19    | دفاع   | هيثم منعوت         | 18 أبريل 2001 (العمر 23)  | 3   | 0   | اتحاد تواركة                   |

* لاعبون فوق السن.

#### دور المجموعات
| م | الفريق    | لعب | ف | ت | خ | أ.له | أ.ع | أ.ف | نقاط | التأهل                        |
| - | --------- | --- | - | - | - | ---- | --- | --- | ---- | ----------------------------- |
| 1 | المغرب    | 3   | 2 | 0 | 1 | 6    | 3   | +3  | 6    | التأهل إلى مرحلة خروج المغلوب |
| 2 | الأرجنتين | 3   | 2 | 0 | 1 | 6    | 3   | +3  | 6    | التأهل إلى مرحلة خروج المغلوب |
| 3 | أوكرانيا  | 3   | 1 | 0 | 2 | 3    | 5   | −2  | 3    |                               |
| 4 | العراق    | 3   | 1 | 0 | 2 | 3    | 7   | −4  | 3    |                               |

#### النتائج
| الأرجنتين     | 2-1   | المغرب                         |
| ------------- | ----- | ------------------------------ |
| سيميوني ('68) | تقرير | رحيمي ('2+45) رحيمي ('51 جزاء) |

| أوكرانيا                        | 1-2   | المغرب           |
| ------------------------------- | ----- | ---------------- |
| كريسكيف ('22) كراسنوبير ('8+90) | تقرير | رحيمي ('64 جزاء) |

| المغرب                                      | 0-3   | العراق |
| ------------------------------------------- | ----- | ------ |
| ريتشاردسون ('19) رحيمي ('28) الزلزولي ('36) | تقرير |        |

ربع النهائي

| المغرب                                                       | 0-4   | الولايات المتحدة |
| ------------------------------------------------------------ | ----- | ---------------- |
| رحيمي ('29 جزاء) أخوماش ('63) حكيمي ('70) موهوب ('1+90 جزاء) | تقرير |                  |

نصف النهائي

| المغرب           | 2-1   | إسبانيا                  |
| ---------------- | ----- | ------------------------ |
| رحيمي ('37 جزاء) | تقرير | لوبيز ('65) سانشيز ('86) |

مباراة الميدالية البرونزية

| مصر | 6-0   | المغرب                                                                       |
| --- | ----- | ---------------------------------------------------------------------------- |
|     | تقرير | الزلزولي ('23) رحيمي ('26) الخنوس ('51) رحيمي ('64) النقاش ('73) حكيمي ('87) |

#### المباريات
|   |                   | المبارة                           | الملعب                             | التاريخ                 | تشكيلة الفريق المغربي | النتيجة          | الأهداف |
| - | ----------------- | --------------------------------- | ---------------------------------- | ----------------------- | --- | ---------------- | --- |
| 1 | الدور (1)         | المغرب و الارجنتين                | ملعب جوفروا غيشار مدينة سانت إتيان | الأربعاء 24 يوليوز 2024 | حراسة المرمى: منير محمدي* الدفاع : أشرف حكيمي* ـ مهدي بوكميرـ زكرياء الواحدي خط الوسط: أسامة ترغلين ـ بلال الخنوس ـ أمير ريتشاردسون ـ أسامة العزوزي ـ إلياس أخوماش الهجوم: سفيان رحيمي* ـ إلياس بن صغير الاحتياط: رشيد غانيمي ـ أكرم نقاش ـ عادل تاحيف ـ بنيامين بوشواري ـ ياسين كيشتا ـ المهدي موهوب ـ عبد الصمد الزلزولي المدرب : طارق السكتيوي     | فوز المغرب 2-1   | سجل للمنتخب الأولمبي المغربي :سفيان رحيمي في الدقيقة (29) و الدقيقة(51) و سجل للمنتخب الأولمبي الارجنتيني:جوليانو سيميوني في الدقيقة (68)                         |
| 2 | الدور (1)         | المغرب و أوكرانيا                 | ملعب جوفروا غيشار مدينة سانت إتيان | السبت 27 يوليوز 2024    | حراسة المرمى: منير محمدي* الدفاع : أشرف حكيمي* ـ مهدي بوكميرـ زكرياء الواحدي خط الوسط: أسامة ترغلين ـ بلال الخنوس ـ أمير ريتشاردسون ـ أسامة العزوزي الهجوم: سفيان رحيمي* ـ إلياس بن صغير - عبد الصمد الزلزولي الاحتياط: رشيد غانيمي ـ أكرم نقاش ـ عادل تاحيف ـ بنيامين بوشواري ـ ياسين كيشتا ـ المهدي موهوب ـ إلياس أخوماش المدرب : طارق السكتيوي     | هزيمة المغرب 2-1 | سفيان رحيمي في الدقيقة (64) |
| 3 | الدور (1)         | المغرب و العراق                   | ملعب ألب ماريتيم مدينة نيس         | الثلاثاء 30 يوليوز 2024 | حراسة المرمى: منير محمدي* الدفاع : أشرف حكيمي* ـ مهدي بوكميرـ زكرياء الواحدي ـ أسامة العزوزي خط الوسط: أسامة ترغلين ـ بلال الخنوس ـ أمير ريتشاردسون الهجوم: سفيان رحيمي* ـ عبد الصمد الزلزولي ـ إلياس أخوماش الاحتياط: رشيد غانيمي ـ أكرم نقاش ـ عادل تاحيف ـ بنيامين بوشواري ـ ياسين كيشتا ـ المهدي موهوب ـ إلياس بن صغير المدرب : طارق السكتيوي     | فوز المغرب 3-0   | أمير ريتشاردسون في الدقيقة (19) وسفيان رحيمي في الدقيقة (28) وعبد الصمد الزلزولي في الدقيقة (36).                                                                 |
| 4 | الدور ربع النهائي | المغرب و الويات المتحدة الأمريكية | ملعب حديقة الأمراء مدينة باريس     | الجمعة 02 غشت 2024      | حراسة المرمى: منير محمدي* الدفاع : أشرف حكيمي* ـ مهدي بوكميرـ زكرياء الواحدي ـ أسامة العزوزي خط الوسط: أسامة ترغلين ـ بلال الخنوس ـ أمير ريتشاردسون الهجوم: سفيان رحيمي* ـ - عبد الصمد الزلزولي ـ إلياس أخوماش الاحتياط: رشيد غانيمي ـ أكرم نقاش ـ عادل تاحيف ـ بنيامين بوشواري ـ ياسين كيشتا ـ المهدي موهوب ـ إلياس بن صغير المدرب : طارق السكتيوي   | فوز المغرب 4-0   | سفيان رحيمي في الدقيقة (29) و إلياس أخوماش في الدقيقة (63) و أشرف حكيمي في الدقيقة (72) و المهدي موهوب في الدقيقة (91)                                            |
| 5 | الدور نصف النهائي | المغرب و إسبانيا                  | ملعب فيلودروم مدينة مارسيليا       | الاثنين 05 غشت 2024     | حراسة المرمى: منير محمدي* الدفاع : أشرف حكيمي* ـ مهدي بوكميرـ زكرياء الواحدي ـ أسامة العزوزي خط الوسط: أسامة ترغلين ـ ـ أمير ريتشاردسون ـ إلياس بن صغير الهجوم: سفيان رحيمي* ـ - عبد الصمد الزلزولي ـ إلياس أخوماش الاحتياط: رشيد غانيمي ـ أكرم نقاش ـ عادل تاحيف ـ بنيامين بوشواري ـ ياسين كيشتا ـ المهدي موهوب - بلال الخنوس المدرب : طارق السكتيوي | هزيمة المغرب 2-1 | سجل للمنتخب الأولمبي المغربي :سفيان رحيمي في الدقيقة (35) و سجل للمنتخب الأولمبي الإسباني :فيرمين لوبيز في الدقيقة (66)خوانلو سانشيز في الدقيقة (85)              |
| 6 | مباراة الترتيب    | المغرب و مصر                      | ملعب لا بوجوار مدينة نانت          | الخميس 08 غشت 2024      | حراسة المرمى: منير محمدي* الدفاع : أشرف حكيمي* ـ مهدي بوكميرـ زكرياء الواحدي ـ أكرم نقاش خط الوسط: أسامة ترغلين ـ ـ أمير ريتشاردسون ـ بلال الخنوس الهجوم: سفيان رحيمي* ـ - عبد الصمد الزلزولي ـ إلياس أخوماش الاحتياط: رشيد غانيمي ـ عادل تاحيف ـ بنيامين بوشواري ـ ياسين كيشتا ـ المهدي موهوب - إلياس بن صغير المدرب : طارق السكتيوي                 | فوز المغرب 4-0   | عبد الصمد الزلزولي في الدقيقة (23) سفيان رحيمي في الدقيقة (26) و الدقيقة (64) وبلال الخنوس في الدقيقة(51) و أكرم نقاش في الدقيقة(73) و أشرف حكيمي في الدقيقة (87) |

## الغولف
يُشارك من المغرب لاعبة الغولف إيناس لقلالش، التي تأهلت مباشرة للمباريات في المسابقات الفردية للسيدات، بناءً على مراكزها في التصنيف العالمي، في تصنيفات IGF العالمية.
| الرياضي      | الحدث  | الجولة 1 | الجولة 2 | الجولة 3 | الجولة 4 | المجموع | المجموع | المجموع |
| الرياضي      | الحدث  | النتيجة  | النتيجة  | النتيجة  | النتيجة  | النتيجة | Par     | الرتبة  |
| ------------ | ------ | -------- | -------- | -------- | -------- | ------- | ------- | ------- |
| إيناس لقلالش | للنساء | 78       | 75       | 77       | 73       | 303     | +15     | 52      |

## الجودو
تأهل من المغرب ثلاثة لاعبي جودو لفئات الأوزن التالية في الألعاب. عبد الرحمان بوشيتا (رجال نصف خفيف، 66 كلغ) وسمية إراوي (سيدات نصف وزن خفيف، 52 كلغ) تأهلوا عن طريق الحصص على أساس قائمة التصنيف العالمي للاتحاد الدولي للجودو والحصة القارية على أساس تصنيف النقاط الأولمبية.
| الرياضي            | الحدث         | دور الـ64       | دور الـ32                     | دور الـ16       | ربع النهائي     | نصف النهائي     | الدور الاستدراكي | النهائي / م .ب. | النهائي / م .ب. |
| الرياضي            | الحدث         | المُنافس النتيجة | المُنافس النتيجة               | المُنافس النتيجة | المُنافس النتيجة | المُنافس النتيجة | المُنافس النتيجة  | المُنافس النتيجة | الرتبة          |
| ------------------ | ------------- | --------------- | ----------------------------- | --------------- | --------------- | --------------- | ---------------- | --------------- | --------------- |
| عبد الرحمان بوشيتا | رجال – 66 كلغ | —               | شميلوف (إسرائيل) · خ 00–01    | لم يتأهل        | لم يتأهل        | لم يتأهل        | لم يتأهل         | لم يتأهل        | لم يتأهل        |
| أشرف مطيع          | رجال – 81 كلغ | تقدم تلقائي     | لي (كوريا الجنوبية) · خ 00–01 | لم يتأهل        | لم يتأهل        | لم يتأهل        | لم يتأهل         | لم يتأهل        | لم يتأهل        |
| سمية إراوي         | نساء – 52 كلغ | —               | أسفيستا (قبرص) · خ 00–01      | لم تتأهل        | لم تتأهل        | لم تتأهل        | لم تتأهل         | لم تتأهل        | لم تتأهل        |

## التجديف
تأهل المجدفون المغاربة بقارب واحد في زوارق التجديف الفردي للسيدات للألعاب من خلال تصفيات القوارب الإفريقية 2023 في تونس العاصمة، تونس.
| الرياضي         | الحدث             | التصفيات | التصفيات | الدور الاستدراكي | الدور الاستدراكي | ربع النهائي | ربع النهائي | نصف النهائي | نصف النهائي | النهائي | النهائي |
| الرياضي         | الحدث             | الزمن    | الرتبة   | الزمن            | الرتبة           | الزمن       | الرتبة      | الزمن       | الرتبة      | الزمن   | الرتبة  |
| --------------- | ----------------- | -------- | -------- | ---------------- | ---------------- | ----------- | ----------- | ----------- | ----------- | ------- | ------- |
| ماجدولين العلوي | تجديف فردي للنساء | 8:30.47  | 6 R      | 8:42.07          | 5 SE/F           | —           | —           | 8:49.70     | 4 FF        | 8:20.81 | 31      |

## الرماية
حصل الرماة المغاربة على حصصهم في الأحداث التالية بناءً على نتائجهم في بطولة العالم للاتحاد الدولي لكرة القدم 2022 و2023، والبطولة الإفريقية 2023، وبطولة التصفيات الأولمبية العالمية للاتحاد الدولي لكرة القدم 2024.
| الرياضي     | الحدث         | التصفيات | التصفيات | نصف النهائي | نصف النهائي | النهائي  | النهائي  |
| الرياضي     | الحدث         | النقط    | الرتبة   | النقط       | الرتبة      | النقط    | الرتبة   |
| ----------- | ------------- | -------- | -------- | ----------- | ----------- | -------- | -------- |
| إدريس حفاري | التراب - رجال | 122      | 10       | لم يتأهل    | لم يتأهل    | لم يتأهل | لم يتأهل |

## التزلج على اللوح
تأهل من المغرب متزلجًا واحدًا إلى البطولة الأولمبية. تأهلت آية أسقاس للمنافسة في منافسات المنتزهات النسائي بعد تصنيفها ضمن أفضل 20 لاعبة ضمن التصنيف الأولمبي العالمي للتزلج. وتُعدُّ هذه المُشاركة الأولى لاعبة تزلج عربية وإفريقية في الأولمبياد.
| الرياضي   | الحدث            | التصفيات | التصفيات | النهائي  | النهائي  |
| الرياضي   | الحدث            | النتيجة  | الرتبة   | النتيجة  | الرتبة   |
| --------- | ---------------- | -------- | -------- | -------- | -------- |
| آية أسقاس | المنتزهات - نساء | 13.68    | 22       | لم تتأهل | لم تتأهل |

## الركمجة
تمكن رمزي بوخيام من ضمان مقعدا له في الأولمبياد، خلال مشاركته في دورة الألعاب العالمية "ISA" لركوب الأمواج، والتي أُقيمت في أريسيبو، بورتوريكو.
| الرياضي     | الحدث               | الدور 1 | الدور 1 | الدور 2                            | الدور 3                             | ربع النهائي     | نصف النهائي     | النهائي / م .ب. | النهائي / م .ب. |
| الرياضي     | الحدث               | النتيجة | الرتبة  | المُنافس النتيجة                    | المُنافس النتيجة                     | المُنافس النتيجة | المُنافس النتيجة | الرتبة          |                 |
| ----------- | ------------------- | ------- | ------- | ---------------------------------- | ----------------------------------- | --------------- | --------------- | --------------- | --------------- |
| رمزي بوخيام | ركوب الأمواج - رجال | 9.76    | 2 R2    | بيريز (السلفادور) · 0ف 14.60–12.60 | تشيانكا (البرازيل) · 0خ 17.80–18.10 | لم يتأهل        | لم يتأهل        | لم يتأهل        | لم يتأهل        |

## السباحة
يُشارك المغرب بسباحين في أولمبياد باريس 2024.
| الرياضي        | الحدث                       | التصفيات | التصفيات | نصف النهائي | نصف النهائي | النهائي  | النهائي  |
| الرياضي        | الحدث                       | الزمن    | الرتبة   | الزمن       | الرتبة      | الزمن    | الرتبة   |
| -------------- | --------------------------- | -------- | -------- | ----------- | ----------- | -------- | -------- |
| إلياس فلكي     | 400 متر حرة - رجال          | 4:01.59  | 33       | لم يتأهل    | لم يتأهل    | لم يتأهل | لم يتأهل |
| إيمان البارودي | 100 متر سباحة الصدر - سيدات | 1:14.57  | 34       | لم تتأهل    | لم تتأهل    | لم تتأهل | لم تتأهل |

## التايكوندو
تأهل من المغرب رياضيين اثنين للمنافسة في الألعاب. حيث تأهلت فاطمة الزهراء أبو فارس إلى باريس 2024 بعد فوزها في الدور نصف النهائي من تصفيات إفريقيا 2024 في دكار بالسنغال. وفي وقت لاحق، تأهلت أميمة البوشتي بعدما منحها الاتحاد الدولي للتايكوندو بطاقة التأهل الثانية للأولمبياد بناء على آخر تصنيف عالمي (المركز الثامن)، بعد سحب وزن أقل من 49 كلغ من الإقصائيات المؤهلة لهذه الألعاب عن منطقة أوقيانوسيا.
| الرياضي                | الحدث           | التصفيات                                       | دور الـ16                             | ربع النهائي     | نصف النهائي     | الدور الاستدراكي                 | النهائي / م .ب. | النهائي / م .ب. |
| الرياضي                | الحدث           | المُنافس النتيجة                                | المُنافس النتيجة                       | المُنافس النتيجة | المُنافس النتيجة | المُنافس النتيجة                  | المُنافس النتيجة | الرتبة          |
| ---------------------- | --------------- | ---------------------------------------------- | ------------------------------------- | --------------- | --------------- | -------------------------------- | --------------- | --------------- |
| أميمة البوشتي          | 49 كلغ - سيدات  | دا كوستا دا سيلفا (تيمور الشرقية) · ف 2-1, 4-1 | وونجباتاناكيت (تايلاند) · خ 1-8, 1-10 | —               | —               | أبو طالب (السعودية) · خ 0-2, 0-7 | لم تتأهل        | لم تتأهل        |
| فاطمة الزهراء أبو فارس | +67 كلغ - سيدات | —                                              | أبو الرب (الأردن) · خ 3-0, 6-1, 3-3   | لم تتأهل        | لم تتأهل        | لم تتأهل                         | لم تتأهل        | لم تتأهل        |

## السباق الثلاثي
يُشارك من المغرب لاعب واحد في منافسات السباق الثلاثي بباريس، بعد صدور الترتيب النهائي للتأهل الفردي للأولمبياد.
فردي
| الرياضي         | الحدث | الزمن            | الزمن   | الزمن                 | الزمن   | الزمن         | الزمن   | الرتبة |
| الرياضي         | الحدث | السباحة (1.5 km) | Trans 1 | ركوب الدراجات (40 km) | Trans 2 | العدو (10 km) | المجموع | الرتبة |
| --------------- | ----- | ---------------- | ------- | --------------------- | ------- | ------------- | ------- | ------ |
| جواد عبد المولى | رجال  | 22:29            | 0:52    | Lapped                | Lapped  | Lapped        | Lapped  | Lapped |

## الكرة الطائرة

### الشاطئية
تأهل ثنائي المغرب للرجال إلى باريس بعد فوزه بنهائي الكأس القارية للكرة الطائرة الشاطئية 2024 في مرتيل.
| الرياضيون              | الحدث | الدور التمهيدي                                  | الدور التمهيدي                                         | الدور التمهيدي                           | الدور التمهيدي | دور الـ16       | ربع النهائي     | نصف النهائي     | النهائي / م .ب. | النهائي / م .ب. |
| الرياضيون              | الحدث | المُنافس النتيجة                                 | المُنافس النتيجة                                        | المُنافس النتيجة                          | الرتبة         | المُنافس النتيجة | المُنافس النتيجة | المُنافس النتيجة | المُنافس النتيجة | الرتبة          |
| ---------------------- | ----- | ----------------------------------------------- | ------------------------------------------------------ | ---------------------------------------- | -------------- | --------------- | --------------- | --------------- | --------------- | --------------- |
| محمد عبيشة زهير الجروي | رجال  | واندرلي / · شتاين (البرازيل) · خ (18-21, 10-21) | بارتين / · بينيش (الولايات المتحدة) · خ (12-21, 26-28) | دياز / · ألايو (كوبا) · خ (14-21, 11-21) | 4              | لم يتأهلا       | لم يتأهلا       | لم يتأهلا       | لم يتأهلا       | 19              |

## المصارعة
تأهل من المغرب مصارع واحد إلى أولمبياد باريس 2024 هو أسامة أسد، وذلك بعد احتلاله المركز الثاني في وزن أقل من 130 كلغ برسم التصفيات الأولمبية لإفريقيا وأوقيانوسيا 2024 التي أُقيمت في الإسكندرية بمصر.
المصارعة اليونانية الرومانية
| الرياضي   | الحدث          | دور الـ16                     | ربع النهائي     | نصف النهائي     | الدور الاستدراكي | النهائي / م .ب. | النهائي / م .ب. |
| الرياضي   | الحدث          | المُنافس النتيجة               | المُنافس النتيجة | المُنافس النتيجة | المُنافس النتيجة  | المُنافس النتيجة | الرتبة          |
| --------- | -------------- | ----------------------------- | --------------- | --------------- | ---------------- | --------------- | --------------- |
| أسامة أسد | 130 كلغ - رجال | كنيستاوتاس (ليتوانيا) · خ 9–0 | لم يتأهل        | لم يتأهل        | لم يتأهل         | لم يتأهل        | لم يتأهل        |